# Глядин
Гля́дин — село в Україні, у Михайло-Коцюбинській селищній громаді Чернігівського району Чернігівської області. Населення становить 79 осіб. До 2018 орган місцевого самоврядування — Мньовська сільська рада. 
На захід від села розташований Мньовський заказник.

## Історія
Вперше Глядин згаданий у 1892 році, тоді в селі налічувалося 14 дворів.
12 червня 2020 року, відповідно до розпорядження Кабінету Міністрів України № 730-р «Про визначення адміністративних центрів та затвердження територій територіальних громад Чернігівської області», увійшло до складу Михайло-Коцюбинської селищної громади.
19 липня 2020 року, в результаті адміністративно-територіальної реформи та ліквідації Чернігівського району (1923—2020) Чернігівської області, увійшло до складу новоутвореного Чернігівського району